# Cammeringham
Cammeringham – wieś w Anglii, w hrabstwie Lincolnshire, w dystrykcie West Lindsey. Leży 11 km na północ od Lincoln i 205 km na północ od Londynu.